# Lista polskich rodów hrabiowskich
Polskie rody posiadające tytuły hrabiowskie:
Zestawienie obejmuje okres od Rzeczypospolitej szlacheckiej do czasów obecnych z krótką informacją na temat daty uzyskania tytułu (nadanie, potwierdzenie, uznanie używanego itp.) i od kogo pochodzi oraz ewentualną notą o wygaśnięciu utytułowanej gałęzi rodu w chwili obecnej względnie tytułu.
Herby podano w formie podstawowej dla danych rodzin, a nazwiska bez dodatkowych przydomków.
Tytuł przybrany oznacza, że właściciele dóbr zwanych hrabstwem, po ich przejęciu (zakupie, odziedziczeniu, itp.), przybrali go i używali jako swojego (te tytuły hrabiowskie nie występują w polsko-litewskim prawodawstwie przedrozbiorowym Volumina Legum).

## Nadania tytułów

### Tytuł nadany wKrólestwie Galicji
| Herb | Ród                     | Rok nadania   | Utytułowany                                                                               | Status rodziny |
| ---- | ----------------------- | ------------- | ----------------------------------------------------------------------------------------- | -------------- |
|      | Aleksandrowicze         | 1800          | Stanisław Witold Aleksandrowicz                                                           | wymarła        |
|      | Baworowscy              | 1779          | Witold Ignacy Baworowski, Mateusz Tadeusz Baworowski                                      |                |
|      | Bielscy (I linia)       | 1778          | Antoni Bielski                                                                            | wymarła w 1789 |
|      | Bobrowscy               | 1800          |                                                                                           |                |
|      | Borkowscy               | 1866          | Włodzimierz Marcin Borkowski                                                              | wymarła w 1886 |
|      | Bukowscy                | 1783          | Michał Ozoriusz Bukowski                                                                  |                |
|      | Cetnerowie              | 1780          | Dominik Cetner, Ignacy Aleksander Cetner                                                  |                |
|      | Chołoniewscy            | 1798          | Rafał Myszka-Chołoniewski, Ignacy Myszka-Chołoniewski                                     |                |
|      | Dembińscy               | 1784          | Jan Nepomucen Dembiński                                                                   |                |
|      | Drohojowscy             | 1783          |                                                                                           |                |
|      | Dzieduszyccy (I linia)  | 1775 lub 1776 | Tadeusz Gerwazy Dzieduszycki                                                              |                |
|      | Dzieduszyccy (II linia) | 1777          | Dominik Herakliusz Dzieduszycki                                                           |                |
|      | Golejewscy              | 1783          | Jan Golejewski                                                                            |                |
|      | Gołuchowscy             | 1783          | Józef Wincenty Gołuchowski                                                                |                |
|      | Jezierscy               | 1801          | Jacek Gołąbek-Jezierski                                                                   |                |
|      | Komarniccy              | 1803          | Łukasz Komarnicki                                                                         | wymarła w 1876 |
|      | Komarowscy              | 1803          | Ergraw Komarowski                                                                         |                |
|      | Konarscy                | 1783          | Ludwik Stefan Konarski                                                                    | żyje           |
|      | Kossakowscy (II linia)  | 1784          | Katarzyna Kossakowska                                                                     | wymarła w 1801 |
|      | Koziebrodzcy            | 1781          | Marcin Bolesław Koziebrodzki                                                              |                |
|      | Krasińscy (III linia)   | 1856          | August Krasicki, Piotr Krasicki                                                           |                |
|      | Krukowieccy             | 1784          | Piotr Krukowiecki                                                                         | wymarła w 1896 |
|      | Kuczkowscy              | 1807          | Andrzej Aleksander Kuczkowski                                                             | wymarła w 1873 |
|      | Łączyńscy               | 1783          | Józef Łączyński                                                                           | wymarła w 1903 |
|      | Łosiowie (I linia)      | 1782          | Feliks Antoni Łoś                                                                         |                |
|      | Małachowscy             | 1800          | Jacek Jan Małachowski, Stanisław Bartłomiej Małachowski, Stanisław Aleksander Małachowski | wymarła w 1904 |
|      | Męcińscy                | 1801          | Adam Albert Męciński, Stanisław Aleksander Małachowski                                    |                |
|      | Mniszkowie              | 1783          | Adam Józef Mniszek                                                                        | wymarła w 1846 |
|      | Pinińscy                | 1778          | Jerzy Piniński, Stanisław Piniński                                                        |                |
|      | Poletyłowie             | 1800          | Wojciech Poletyło                                                                         | wymarły        |
|      | Reyowie                 | 1806          | Kajetan Ignacy Werszowiec-Rey                                                             | żyje           |
|      | Romerowie               | 1818          | Cyprian Paweł Romer                                                                       | żyje           |
|      | Rozwadowscy (I linia)   | 1783          | Ignacy Rozwadowski                                                                        |                |
|      | Siemieńscy              | 1779          | Wilhelm Stanisław Biecza-Siemieński                                                       |                |
|      | Sierakowscy             | 1775          | Roman Sierakowski                                                                         |                |
|      | Skarbkowie (I linia)    | 1778          | Jan Skarbek                                                                               |                |
|      | Starzeńscy              | 1780          | Piotr Starzeński, Maciej Maurycy Starzeński                                               |                |
|      | Szeptyccy               | 1871          | Jan Kanty Szeptycki                                                                       |                |
|      | Wielhorscy              | 1787          | Michał Wielhorski                                                                         |                |
| ?    | Wodziccy (I linia)      | 1799          | Eliasz Wodzicki                                                                           |                |
| ?    | Wodziccy (II linia)     | 1800          | Franciszek Wodzicki                                                                       |                |
|      | Zabielscy               | 1808          | Piotr Zabielski                                                                           |                |

### Tytuł nadany wKrólestwie Polskim
| Herb | Ród                        | Rok nadania | Utytułowany                                                                                | Status rodziny |
| ---- | -------------------------- | ----------- | ------------------------------------------------------------------------------------------ | -------------- |
|      | Badeni (I linia)           | 1825        | Sebastian Badeni                                                                           | wymarła w 1872 |
|      | Chodkiewiczowie (II linia) | 1819        | Aleksander Franciszek Chodkiewicz                                                          |                |
| ?    | Giżyccy (I linia)          | 1818        | Jan Nepomucen Giżycki                                                                      | wymarła w 1850 |
| ?    | Łąccy                      | 1726        | Władysław Łącki                                                                            |                |
| ?    | Walewscy                   | 1833        | Aleksander Józef Colonna-Walewski, Mikołaj Józef Colonna-Walewski, Konrad Colonna-Walewski | wymarla w 1907 |

### Tytuł nadany wKrólestwie Prus
| Herb | Ród                    | Rok nadania | Utytułowany                                                                                            | Status rodziny |
| ---- | ---------------------- | ----------- | --- | -------------- |
|      | Bnińscy (I linia)      | 1798        | Łukasz Bniński                                                                                         |                |
| ?    | Bnińscy (II linia)     | 1816        | Józef January Bniński                                                                                  |                |
|      | Czapscy (I linia)      | 1804        | Mikołaj Adrian Hutten-Czapski                                                                          |                |
|      | Czarneccy              | 1854        | Marceli Czarnecki                                                                                      |                |
|      | Działyńscy             | 1786        | Ksawery Franciszek Działyński                                                                          | wymarła w 1880 |
|      | Grabowscy              | 1816        | Wojciech Albert Grabowski                                                                              |                |
|      | Grabowscy (I linia)    | 1786        | Piotr Bonifacy Goetzendorf-Grabowski                                                                   | wymarła w 1797 |
|      | Grabowscy (II linia)   | 1840        | Józef Ignacy Goetzendorf-Grabowski                                                                     | wymarła w 1899 |
|      | Grabowscy (III linia)  | 1840        | Józef Egidiusz Goetzendorf-Grabowski                                                                   | wymarła w 1900 |
|      | Grudzińscy             | 1786        | Zygmunt Ignacy Grudziński                                                                              |                |
| ?    | Gurowscy               | 1787        | Rafał Krzysztof Gurowski                                                                               |                |
|      | Husarzewscy            | 1814        | Karol Antoni Husarzewski                                                                               | wymarła w 1892 |
|      | Kręscy                 | 1843        | Konstanty Hermenegild Kręski                                                                           | wymarła w 1870 |
|      | Kwileccy (I linia)     | 1816        | Jan Nepomucen Kwilecki, Klemens Alojzy Kwilecki                                                        | wymarła w 1860 |
|      | Kwileccy (II linia)    | 1816        | Józef Ignacy Kwilecki                                                                                  |                |
|      | Lewiccy                | 1783        | Samuel Wojciech Lewicki                                                                                | wymarła w 1869 |
|      | Lubienieccy            | 1783        | Jan Kanty Lubieniecki                                                                                  |                |
|      | Łubieńscy              | 1798        | Feliks Walezjusz Łubieński                                                                             | żyje           |
| ?    | Mielżyńscy (I linia)   | 1786        | Maksymilian Antoni Mielżyński                                                                          |                |
|      | Mielżyńscy (II linia)  | 1817        | Józef Mielżyński                                                                                       |                |
| ?    | Mieroszewscy (I linia) | 1798        | Józef Mieroszewski                                                                                     | wymarła w 1833 |
|      | Mycielscy              | 1816        | Teodor Kazimierz Mycielski, Stanisław Mycielski, Franciszek Ksawery Mycielski, Józef Nikodem Mycielski | żyje           |
|      | Ostrowscy              | 1798        | Tomasz Adam Ostrowski                                                                                  | żyje           |
|      | Potuliccy              | 1754        | Michał Bonawentura Potulicki                                                                           | żyje           |
| ?    | Potworowscy            | 1816        | Jan Adam Potworowski                                                                                   |                |
| ?    | Raczyńscy (I linia)    | 1798        | Kazimierz Jan Raczyński                                                                                | wymarła w 1824 |
|      | Raczyńscy (II linia)   | 1824        | Edward Raczyński, Atanazy Raczyński                                                                    |                |
| ?    | Raczyńscy (III linia)  | 1905        | Zygmunt Edward Raczyński                                                                               |                |
| ?    | Skórzewscy (I linia)   | 1787        | Fryderyk Józef Skórzewski                                                                              |                |
| ?    | Skórzewscy (II linia)  | 1840        | Rajmund Józef Skórzewski                                                                               |                |
| ?    | Sokolniccy             | 1817        | Celestyn Wojciech Sokolnicki                                                                           |                |
| ?    | Sumińscy               | 1843        | Michał Hieronim Leszczyc-Sumiński                                                                      |                |
| ?    | Szembekowie            | 1816        | Ignacy Józef Szembek                                                                                   |                |
| ?    | Szołdrscy              | 1798        | Wiktor Tomasz Szołdrski                                                                                |                |
| ?    | Węsierscy (I linia)    | 1854        | Albin Węsierski                                                                                        |                |
| ?    | Węsierscy (II linia)   | 1853        | Zbigniew Zygmunt Węsierski-Kwilecki                                                                    |                |
|      | Wołłowiczowie          | 1798        | Antoni Wołłowicz                                                                                       | wymarła w 1900 |

### Tytuł nadany wKrólestwie Saksonii
| Herb | Ród      | Rok nadania | Utytułowany                                | Status rodziny |
| ---- | -------- | ----------- | ------------------------------------------ | -------------- |
|      | Brezowie | 1889        | Fryderyk August Breza, Henryk Gustaw Breza |                |
|      | Dąmbscy  | 1712        | Wojciech Andrzej Dąmbski                   |                |
| ?    | Sumińscy | 1870        | Artur Józef Sumiński                       |                |

### Tytuł nadany wKrólestwie Szwecji
| Herb | Ród     | Rok nadania | Utytułowany              | Status rodziny |
| ---- | ------- | ----------- | ------------------------ | -------------- |
|      | Dębiccy | 1589        | Świętosław Jaksa-Dębicki |                |

### Tytuł nadany wKrólestwie Węgier
| Herb | Ród                | Rok nadania | Utytułowany      | Status rodziny |
| ---- | ------------------ | ----------- | ---------------- | -------------- |
|      | Giżyccy (II linia) | 1896        | Józef Giżycki    |                |
|      | Komorowscy         | 1469        | Piotr Komorowski | żyje           |

### Tytuł nadany wKrólestwie Włoch
| Herb | Ród      | Rok nadania | Utytułowany                   | Status rodziny |
| ---- | -------- | ----------- | ----------------------------- | -------------- |
|      | Orłowscy | 1879        | Aleksander Stanisław Orłowski | żyje           |

### Tytuł nadany wCesarstwie Austrii
| Herb | Ród                     | Rok nadania | Utytułowany | Status rodziny |
| ---- | ----------------------- | ----------- | --- | -------------- |
|      | Badeni (II linia)       | 1845        | Kazimierz Stanisław Badeni                                                                                      |                |
|      | Badeni (III linia)      | 1887        | Stanisław Franciszek Badeni                                                                                     |                |
|      | Bielscy (II linia)      | 1895        | Juliusz Robert Bielski                                                                                          |                |
|      | Ilińscy                 | 1779        | August Józef Iliński                                                                                            |                |
|      | Jabłonowscy             | 1779        | Roch Michał Jabłonowski                                                                                         |                |
|      | Kalinowscy              | 1818        | Seweryn Ksawery Kalinowski                                                                                      | żyje           |
|      | Karniccy                | 1844        | Feliks Cyprian Siestrzanek-Karnicki, Roman Wawrzyniec Siestrzanek-Karnicki, Kajetan Cyriak Siestrzanek-Karnicki | wymarła w 1905 |
|      | Korytowscy              | 1893        | Juliusz Leopold Korytowski                                                                                      |                |
|      | Krasińscy (I linia)     | 1798        | Kazimierz Krasiński                                                                                             |                |
|      | Krasińscy (IV linia)    | 1882        | Hubert Antoni Korwin-Krasiński                                                                                  |                |
|      | Ledóchowscy             | 1800        | Antoni Bartłomiej Halka-Ledóchowski                                                                             |                |
|      | Łosiowie (II linia)     | 1861        | Karol Franciszek Łoś                                                                                            |                |
|      | Michałowscy (I linia)   | 1868        | Stanisław Kokoszka-Michałowski                                                                                  | wymarła w 1891 |
|      | Michałowscy (II linia)  | 1885        | Roman Stefan Kokoszka-Michałowski                                                                               |                |
|      | Mierowie (I linia)      | 1777        | Jan Mier, Józef Mier                                                                                            | wymarła w 1885 |
|      | Mieroszewscy (II linia) | 1869        | Jan Stanisław Mieroszewski, Sobiesław August Mieroszewski                                                       |                |
|      | Osiecimscy              | 1908        | Kazimierz Robert Osiecimski-Hutten-Czapski                                                                      |                |
|      | Rzewuscy                | 1819        | Kazimierz Seweryn Rzewuski                                                                                      | wymarła w 1820 |
|      | Rzyszczewscy            | 1845        | Józef Adam Rzyszczewski                                                                                         |                |
|      | Skrzyńscy               | 1895        | Adam Tomasz Skrzyński                                                                                           |                |
|      | Uruscy                  | 1844        | Seweryn Maciej Uruski                                                                                           | wymarła w 1890 |
|      | Wiśniewscy              | 1876        | Tadeusz Stanisław Wiśniewski                                                                                    |                |
|      | Wolańscy (I linia)      | 1886        | Władysław Krzysztof Wolański                                                                                    |                |
| ?    | Wolańscy (II linia)     | 1888        | Mikołaj Wolański                                                                                                | wymarła w 1895 |
|      | Załuscy (II linia)      | 1776        | Ignacy Załuski                                                                                                  |                |

### Tytuł nadany wCesarstwie Francji
| Herb | Ród               | Rok nadania | Utytułowany                                     | Status rodziny     |
| ---- | ----------------- | ----------- | ----------------------------------------------- | ------------------ |
|      | Krasińscy         | 1811        | Wincenty Jan Krasiński                          | gałąź wymarła 1909 |
|      | Colonna Walewscy  | 1812        | Aleksander Florian Colonna-Walewski             | tytuł wygasł       |
| ?    | Załuscy (I linia) | 1761        | Franciszek d’Archot de la Riviere et de Houmont | wymarła w 1865     |

### Tytuł nadany wCesarstwie Rosji
| Herb | Ród                     | Rok nadania | Utytułowany                                                  | Status rodziny |
| ---- | ----------------------- | ----------- | ------------------------------------------------------------ | -------------- |
|      | Braniccy                | 1839        | Władysław Grzegorz Branicki                                  | wymarła        |
|      | Czaccy                  | 1897        | Feliks Szczęsny Czacki                                       |                |
|      | Czapscy (II linia)      | 1874        | Emeryk Zachariasz Hutten-Czapski, Adam Józef Hutten-Czapski  |                |
|      | Grabowscy               | 1836        | Stanisław Grabowski                                          |                |
|      | Grocholscy              | 1881        | Tadeusz Przemysław Grocholski, Stanisław Wincenty Grocholski | żyje           |
|      | Kaszowscy               | 1902        | Aleksander Maksymilian Illiński-Kaszowski                    |                |
|      | Kossakowscy (I linia)   | 1781        | Michał Kossakowski                                           |                |
|      | Kossakowscy (III linia) | 1876        | Franciszek Kossakowski Jarosław Kossakowski                  |                |
|      | Ożarowscy               | 1838        | Franciszek Ożarowski, Kajetan Ożarowski, Adam Ożarowski      |                |
|      | Platerowie              | 1803        | Michał Plater-Zyberk                                         |                |
|      | Rozwadowscy (II linia)  | 1872        | Konstanty Rozwadowski                                        |                |
|      | Skarbkowie (II linia)   | 1846        | Fryderyk Florian Skarbek                                     |                |

### Tytuł nadany wŚwiętym Cesarstwie Rzymskim
| Herb | Ród                       | Rok nadania | Utytułowany                      | Status rodziny |
| ---- | ------------------------- | ----------- | -------------------------------- | -------------- |
|      | Borchowie                 | 1783        | Michał Jan Borch                 |                |
| ?    | Chodkiewiczowie (I linia) | 1555        | Hieronim Chodkiewicz             | wymarła w 1626 |
|      | Krasiccy                  | 1631        | Marcin Krasicki                  |                |
|      | Tarnowscy (I linia)       | 1547        | Jan Amor Tarnowski               | wymarła w 1567 |
|      | Wielopolscy               | 1656        | Jan Wielopolski, Jan Wielopolski | żyje           |

## Pozostałe rody
| Herb | Ród             | Rok nadania | Utytułowany | Status rodziny                     |
| ---- | --------------- | ----------- | --- | ---------------------------------- |
|      | Ankwiczowie     |             | Królestwo Galicji 1773, 1788 | wymarły                            |
|      | Alopeus         |             | Królestwa Polskie 1820; Cesarstwo Rosyjskie/Królestwa Polskie 1841, 1842 | żyje                               |
|      | Batowscy        |             | Królestwa Polskie 1824 | wymarły                            |
|      | Bąkowscy        |             | Królestwo Galicji 1782 | wymarły                            |
|      | Bielińscy       |             | Królestwo Prus 1798 | wymarły                            |
|      | Bielińscy       |             | Cesarstwo Rosyjskie 1825; Królestwa Polskie 1825 | wymarły                            |
|      | Borchowie       |             | SIR 1495, 1783; R 1843, 1853, 1854, 1858, 1882; Cesarstwo Rosyjskie/Królestwa Polskie 1845 | żyje                               |
|      | Braniccy        |             | Korona Królestwa Polskiego; I RP (hrabiowie „na Branicach, Tykocinie Ratnie i Ruszczy”). | wymarły                            |
|      | Brezowie        |             | Królestwo Saksonii 1889 | żyje                               |
|      | Bronicowie      |             | Francja 1807; Królestwa Polskie | żyje                               |
|      | Brzostowscy     |             | Królestwo Prus 1798; Cesarstwo Rosyjskie 1846; Królestwa Polskie | wymarły                            |
|      | Brzozowscy      |             | Stolica Apostolska 1897 | żyje                               |
|      | Butlerowie      |             | SIR 1651; Królestwa Polskie 1820 | żyje                               |
|      | Bystrzonowscy   |             | Królestwo Galicji 1804; Królestwa Polskie 1822 | wymarły                            |
|      | Charczowscy     |             | Królestwo Galicji 1783 | wymarły                            |
|      | Choryńscy       |             | Cesarstwo Austrii 1761 | wymarły                            |
|      | Chreptowiczowie |             | Cesarstwo Rosyjskie 1843 | żyje                               |
|      | Ciechanowieccy  |             | It 1975 | wymarły                            |
|      | Cieszkowscy     |             | Stolica Apostolska 1850; Królestwo Prus 1854 | wymarły                            |
|      | Czosnowscy      |             | It 1887; Stolica Apostolska 1897 | wymarły                            |
|      | Demblińscy      |             | Cesarstwo Rosyjskie/Królestwa Polskie 1844; wcześ lotaryński margrabia de Ville hrabia de Canon | żyje                               |
|      | Denhoffowie     |             | SIR 1632/1635 | żyje                               |
|      | Dzierzgowscy    |             | SIR 1550 | wymarły (tytuł wygasł)             |
|      | Dzierzbiccy     |             | Królestwo Saksonii przed 1812; Królestwa Polskie 1824 | wymarły                            |
|      | Flemmingowie    |             | SIR 1700, 1721; I RP | wymarły (wymarli w linii polskiej) |
|      | Fredrowie       |             | Królestwo Galicji 1822; Królestwa Polskie 1822 | wymarły                            |
|      | Garczyńscy      |             | Królestwo Prus 1839 | wymarły (tytuł wygasł)             |
|      | Gasztołdowie    |             | SIR 1531 (hrabiowie „na Murowanych Gieranonach”) | wymarły                            |
|      | Golcowie        |             | Czechy 1731; Królestwo Prus 1786, 1787; również tytuł barona Francja 1666 i SIR 1689 | żyje                               |
|      | Gomolińscy      |             | Królestwo Prus (data nieznana); Królestwa Polskie 1822 | wymarły (tytuł wygasł)             |
|      | Gorzeńscy       |             | Królestwo Prus 1870; Stolica Apostolska 1886 | wymarły                            |
|      | Górkowie        |             | SIR 1520 („hrabiowie z Górki”) | wymarły (tytuł wygasł)             |
|      | Grodziccy       |             | Królestwo Galicji 1798, 1801; Królestwa Polskie 1822 | wymarły                            |
|      | Grzembscy       |             | Królestwo Galicji 1804 | wymarły                            |
|      | Grzębscy        |             | Królestwo Galicji 1804 | wymarły                            |
|      | Gutakowscy      |             | I RP przed 1788; Królestwa Polskie | wymarły (tytuł wygasł)             |
|      | Haukowie        |             | Królestwa Polskie 1829, 1830, Cesarstwo Rosyjskie/Królestwa Polskie 1840; Cesarstwo Rosyjskie 1838, 1850 | wymarły                            |
|      | Humniccy        |             | Królestwo Galicji 1790, 1794 | wymarły                            |
|      | Iliniczowie     |             | SIR 1553 lub 1555 (hrabiowie „na Mirze” oraz hrabiowie na „Krożach i Białej”). |                                    |
|      | Jaraczewscy     |             | Królestwo Prus 1810 | wymarły                            |
|      | Jaworscy        |             | Królestwo Galicji 1782 | wymarły                            |
|      | Jundziłłowie    |             | Królestwo Prus 1793 | wymarły                            |
|      | Karśniccy       |             | Królestwo Galicji 1821 | wymarły                            |
|      | Kellerowie      |             | Królestwo Prus 1789; Cesarstwo Rosyjskie 1845; Cesarstwo Rosyjskie/Królestwa Polskie 1845 | żyje                               |
|      | Kęszyccy        |             | Stolica Apostolska 1875; Cesarstwo Austrii 1875 | wymarły                            |
|      | Kicińscy        |             | Cesarstwo Austrii 1806; Cesarstwo Rosyjskie/Królestwa Polskie 1843, 1844; Królestwa Polskie | wymarły                            |
|      | Kmitowie        |             | SIR 1523 („hrabiowie na Wiśniczu”), Korona Królestwa Polskiego | wymarły                            |
|      | Koczorowscy     |             | Stolica Apostolska 1871 | (tytuł wygasł)                     |
|      | Komorowscy      |             | Królestwo Galicji 1817 | wymarły                            |
|      | Koniecpolscy    |             | I RP („hrabiowie z Tarnowa” od ok. 1689); | wymarły                            |
|      | Konopaccy       |             | SIR w XVII w. | wymarły                            |
|      | Konopaccy       |             | Królestwo Saksonii 1875 | wymarły                            |
|      | Kościeleccy     |             | SIR 1515 | wymarły                            |
|      | Krejcenowie     |             | SIR (data nieznana); I RP 1572; Cesarstwo Austrii 1742; Cesarstwo Rosyjskie 1839; Cesarstwo Rosyjskie/Królestwa Polskie 1839                                                                                | żyje                               |
|      | Krokowscy       |             | Królestwo Prus 1786 | wymarły                            |
|      | Krosnowscy      |             | Królestwo Galicji 1791, 1840, 1841; Królestwa Polskie | wymarły                            |
|      | Kurnatowscy     |             | Stolica Apostolska 1902 | żyje                               |
|      | Kuropatniccy    |             | Królestwo Galicji 1779 | wymarły                            |
|      | Lanckorońscy    |             | 1774; Królestwo Galicji 1782, 1783; Królestwa Polskie 1824 | wymarły                            |
|      | Lasoccy         |             | SIR 1450; Stolica Apostolska 1869/1872; Królestwo Belgii 1885; Królestwo Galicji 1888, 1892, 1893 | wymarły                            |
|      | Latalscy        |             | SIR 1538; I RP 1606; Królestwa Polskie | wymarły                            |
|      | Leszczyńscy     |             | Królestwo Galicji 1782 | wymarły                            |
|      | Leszczyńscy     |             | SIR 1476 („hrabiowie na Lesznie”); I RP | wymarły                            |
|      | Lubomirscy      |             | SIR 1595 („hrabiowie z Wiśnicza”); I RP | żyje                               |
|      | Łascy           |             | SIR od XVI w („hrabiowie spiscy, hrabiowie na Łasku, baronowie na Kieżmarku” węgierskim) | wymarły                            |
|      | Mańkowscy       |             | Stolica Apostolska 1887 | żyje                               |
|      | Matuszewicze    |             | Cesarstwo Rosyjskie 1824; Królestwa Polskie | wymarły                            |
|      | Miączyńscy      |             | SIR 1683, 1688? (hrabiowie „na Maciejowie”); Cesarstwo Austrii 1803; Królestwo Prus 1853; Cesarstwo Rosyjskie 1875, 1876, 1877, 1881                                                                        | żyje                               |
|      | Mikorscy        |             | Królestwo Prus 1798; Cesarstwo Rosyjskie/Królestwa Polskie 1844; Królestwa Polskie | wymarły                            |
|      | Milewscy        |             | Stolica Apostolska 1876 | wymarły                            |
|      | Młodeccy        |             | Stolica Apostolska 1881 | wymarły                            |
|      | Mniszchowie     |             | Czechy od XVII w („hrabiowie z Kończyc i Ossownicy”); Królestwo Galicji 1783; Cesarstwo Austrii 1783, 1848                                                                                                  | wymarły                            |
|      | Morscy          |             | Królestwo Galicji 1784; Królestwa Polskie | wymarły                            |
|      | Morsztynowie    |             | Królestwo Galicji 1915; Królestwa Polskie 1822 | żyje                               |
|      | Moszyńscy       |             | I RP 1730 | żyje                               |
|      | Oleśniccy       |             | SIR w pocz XVI w („hrabiowie z Oleśnik”); I RP | wymarły                            |
|      | Opaccy          |             | Królestwo Prus 1797 | wymarły                            |
|      | Opalińscy       |             | I RP („hrabiowie z Bnina na Tęczynie”) | wymarły                            |
|      | O’Rourke        |             | Francja 1771; Cesarstwo Rosyjskie (data nieznana) | żyje                               |
|      | Ossolińscy      |             | Cesarstwo Austrii 1785; Królestwo Prus 1805; Cesarstwo Rosyjskie 1848; Królestwa Polskie | żyje                               |
|      | Ostrogscy       |             | I RP („hrabiowie z Tarnowa”) | wymarły                            |
|      | Ostrorogowie    |             | SIR 1410, 1518 („hrabiowie z Ostroroga”); I RP 1611, 1612; Królestwo Prus 1774, 1871; Królestwo Galicji 1783; Cesarstwo Rosyjskie/Królestwa Polskie 1843; Cesarstwo Rosyjskie 1844, 1903; Królestwa Polskie | żyje                               |
|      | Otoccy          |             | Królestwo Galicji 1797 | wymarły                            |
|      | Pacowie         |             | I RP 1754 („hrabiowie na Różance i Dowspudzie”); Królestwo Prus 1718; Królestwa Polskie | wymarły                            |
|      | Parysowie       |             | Królestwo Galicji 1808; Królestwa Polskie | wymarły                            |
|      | Pawłowscy       |             | Królestwo Galicji 1810 | wymarły                            |
|      | Piwniccy        |             | Królestwo Prus 1844 | wymarły                            |
|      | Ponińscy        |             | Królestwo Prus 1773, 1782, 1840; Cesarstwo Austrii 1842, 1863; Królestwo Bawarii 1841; It 1860, 1871/1888; Stolica Apostolska 1908                                                                          | żyje                               |
|      | Potoccy         |             | Królestwo Galicji 1777, 1784, 1788; Francja 1811; Cesarstwo Rosyjskie 1838, 1843, 1859, 1890, 1903; Cesarstwo Austrii 1866; Stolica Apostolska 1889; Królestwa Polskie 1821                                 | żyje                               |
|      | Pruszyńscy      |             | Stolica Apostolska 1883 | żyje                               |
|      | Przebendowscy   |             | SIR 1711, I RP przed 1733 | żyje                               |
|      | Przerembscy     |             | SIR 1637 („hrabiowie na Przerębie”); Królestwa Polskie | wymarły                            |
|      | Przezdzieccy    |             | I RP tytuł przybrany („hrabiowie na Zasławiu” od ok. 1772); Cesarstwo Rosyjskie 1843, 1913 | wymarły (w linii polskiej)         |
|      | Pusłowscy       |             | It 1869, 1871 | żyje                               |
|      | Radolińscy      |             | Królestwo Prus 1836 | żyje                               |
|      | Radziwiłłowie   |             | SIR 1553 (hrabiowie na Szydłowcu, hrabiowie szydłowieccy, hrabiowie na „Krożach i Białej” od 1569); I RP | żyje                               |
|      | Rogalińscy      |             | Królestwo Galicji 1787 | wymarły                            |
|      | Ronikierowie    |             | Cesarstwo Rosyjskie 1850, Cesarstwo Rosyjskie/Królestwa Polskie 1852 | żyje                               |
|      | Rozdrażewscy    |             | SIR 1555; I RP 1579 | żyje                               |
|      | Russoccy        |             | Królestwo Galicji 1800; Cesarstwo Austrii 1803; Królestwa Polskie 1824 | żyje                               |
|      | Rutowscy        |             | I RP 1724 | żyje                               |
|      | Sapiehowie      |             | I RP („hrabiowie na Bychowie” od 1625); fałszywe tytuły SIR i I RP 1572 | żyje                               |
|      | Siekierzyńscy   |             | Królestwo Galicji 1783 | wymarły                            |
|      | Sieniawscy      |             | I RP („hrabiowie na Królestwo Szwecji kłowie i Myszy” od 1623/1633) | żyje                               |
|      | Skarżyńscy      |             | Stolica Apostolska 1884; istnieje gałąź baronowska rodu | wymarły                            |
|      | Smorczewscy     |             | Stolica Apostolska 1892 | żyjąca                             |
|      | Sobańscy        |             | I RP 1726; Stolica Apostolska 1880, 1909 | żyje                               |
|      | Sobierajowie    |             | Królestwo Saksonii przed 1813; Cesarstwo Rosyjskie 1824; Królestwa Polskie 1824 | wymarły                            |
|      | Stadniccy       |             | SIR 1590; używany I RP 1655; Królestwo Galicji 1783, 1784, 1788; Cesarstwo Rosyjskie 1809, 1840, 1841, 1862, 1888, 1894; Królestwa Polskie                                                                  | żyje                               |
|      | Suchodolscy     |             | Cesarstwo Austrii 1800; Cesarstwo Rosyjskie/Królestwa Polskie 1843; Królestwa Polskie | wymarły                            |
|      | Sułkowscy       |             | I RP 1732; SIR 1733 | żyje                               |
|      | Szaniawscy      |             | Królestwo Galicji 1800 | wymarły                            |
|      | Szeliscy        |             | Stolica Apostolska 1894 | wymarły                            |
|      | Szlubowscy      |             | Stolica Apostolska 1869 | wymarły                            |
|      | Szydłowieccy    |             | SIR 1515 („hrabiowie na Królestwo Szwecji ydłowcu”, hrabiowie szydłowieccy) | wymarły                            |
|      | Taczanowscy     |             | Królestwo Prus 1854 | wymarły                            |
|      | Tarłowie        |             | Królestwa Polskie | wymarły                            |
|      | Tęczyńscy       |             | SIR 1527 („hrabiowie na Tęczynie”), Korona Królestwa Polskiego 1546; I RP | wymarły                            |
|      | Trembińscy      |             | Królestwo Galicji 1783 | wymarły                            |
|      | Tyzenhauzowie   |             | SIR 1759, również szwedzki tytuł barona 1654 | żyje                               |
|      | Ułanowiczowie   |             | Królestwa Polskie | żyje                               |
|      | Ulińscy         |             | Królestwo Galicji 1779 | wymarły                            |
|      | Umiastowscy     |             | Stolica Apostolska 1882; potem osobisty tytuł margrabiowski | wymarły                            |
|      | Unrugowie       |             | Królestwo Prus 1802, również tytuł barona Czechy 1719 | żyje                               |
|      | Wąsowiczowie    |             | Królestwa Polskie | wymarły (tytuł wygasł)             |
|      | Wejherowie      |             | SIR 1648 (†); Królestwo Prus 1803 (jako Weyher von Nimptsch) | wymarły                            |
|      | Wiesiołowscy    |             | Królestwo Galicji 1780 | wymarły                            |
|      | Wolscy          |             | Królestwo Prus 1798 | wymarły                            |
|      | Woynowie        |             | Królestwo Galicji 1800 | wymarły                            |
|      | Zabiełłowie     |             | rzekomo Cesarstwo Rosyjskie 1801; Królestwo Galicji 1877/1888; Królestwa Polskie 1820/1824 | żyje                               |
|      | Zalescy         |             | Cesarstwo Austrii 1913 | żyje                               |
|      | Zamoyscy        |             | I RP tytuł przybrany („hrabiowie na Tarnowie”); Królestwo Galicji 1778, 1780; Cesarstwo Austrii 1820; Cesarstwo Rosyjskie 1844; Cesarstwo Rosyjskie/Królestwa Polskie 1847; Królestwa Polskie               | żyje                               |
|      | Zawadzcy        |             | Stolica Apostolska 1865 | wymarły                            |
|      | Zboińscy        |             | Królestwo Prus 1798; Cesarstwo Rosyjskie/Królestwa Polskie 1842; Królestwa Polskie | wymarły                            |
|      | Zborowscy       |             | Królestwo Galicji 1792/1793 | żyje                               |
|      | Zbyszewscy      |             | Stolica Apostolska 1882 | wymarły                            |
|      | Żeleńscy        |             | Królestwo Galicji 1801; Królestwo Węgier (potw.) | wymarły (w linii utytułowanej)     |
|      | Żółtowscy       |             | Królestwo Prus 1844; Stolica Apostolska 1870, 1893, 1900, 1901 | żyje                               |
|      | Żyniewowie      |             | Królestwo Prus 1798; Królestwa Polskie | wymarły                            |

## Fałszywe nadania tytułów
| Herb | Ród                  | Rok nadania | Utytułowany                   | Status rodziny |
| ---- | -------------------- | ----------- | ----------------------------- | -------------- |
| –    | Tarnowscy (II linia) | 1588        | Stanisław Tarnowski           |                |
| –    | Tyszkiewiczowie      | 1569        | Wasyl Tyszkowicz Kalenikowicz |                |